# Тур Бухты Цюаньчжоу
Тур Бухты Цюаньчжоу (англ. Tour of Quanzhou Bay) — шоссейная многодневная велогонка, с 2017 года проводящаяся в китайском округе Цюаньчжоу, провинция Фуцзянь. Гонка санкционирована UCI и проходит в рамках UCI Asia Tour под категорией 2.2.

## Победители

### Генеральная классификация
| Год  | Победитель   | Второй           | Третий             |
| ---- | ------------ | ---------------- | ------------------ |
| 2017 | Макс Стедман | Дрю Морей        | Давит Йемане       |
| 2018 | Макс Стедман | Fung Ka Hoo      | Марко Павилич      |
| 2019 | Райан Кавана | Михаил Кононенко | Александр Поливода |

### Вторичные классификации
| Год  | Очковая       | Горная       |
| ---- | ------------- | ------------ |
| 2017 | Рори Таунсенд | Давит Йемане |
| 2018 | Рой Эфтинг    | Макс Стедман |
| 2019 | Райан Кавана  | Сянцзин Люй  |